# Chirala
Chirala è una suddivisione dell'India, classificata come municipality, di 85.455 abitanti, situata nel distretto di Prakasam, nello stato federato dell'Andhra Pradesh. In base al numero di abitanti la città rientra nella classe II (da 50.000 a 99.999 persone).

## Geografia fisica
La città è situata a 15° 49' 0 N e 80° 20' 60 E e ha un'altitudine di 3 m s.l.m..

## Società

### Evoluzione demografica
Al censimento del 2001 la popolazione di Chirala assommava a 85.455 persone, delle quali 42.692 maschi e 42.763 femmine. I bambini di età inferiore o uguale ai sei anni assommavano a 8.817, dei quali 4.568 maschi e 4.249 femmine. Infine, coloro che erano in grado di saper almeno leggere e scrivere erano 55.302, dei quali 30.468 maschi e 24.834 femmine.